# بياتريس ألدا
بياتريس ألدا (بالإنجليزية: Beatrice Alda)‏ هي ممثلة أمريكية، ولدت في 10 أغسطس 1961 في نيويورك في الولايات المتحدة.

## وصلات خارجية
- بياتريس ألدا على موقع IMDb (الإنجليزية)
- بياتريس ألدا على موقع أول موفي (الإنجليزية)